# Bernardino Rivadavia
Bernardino Rivadavia, född 20 maj 1780, död 2 september 1845, var Argentinas första president, mellan 8 februari 1826 och 7 juli 1827.
Rivadavia föddes i Buenos Aires år 1780. Han var aktiv både i den argentinska motståndet mot Storbritanniens invasion 1806 och i Majrevolutionen för Argentinas självständighet år 1810.